# 2016 في هولندا
هذه القائمة تسرد أحداث 2016 المتعلقة بهولندا.

## الحاليون
- الملكية – فيليم ألكساندر (ملك هولندا)
- قائمة رؤساء وزراء هولندا – مارك روته